# Schlafspange
Die Schlafspange ist eine medizinische Vorrichtung, die das Schnarchen verhindern soll. Sie besteht aus einem individuell angepassten und mit Kunststoff ummantelten Drahtgestell, das beim Schlafen in den Mund genommen wird. Die ursprüngliche Spange war von dem Berner Arthur Wyss erfunden worden.

## Studien
Eine retrospektive Studie ergab, dass 44 % der Patienten die Spange mit dem Namen Velumount nicht vertragen.
In einer prospektiven, nicht kontrollierten Studie wurde eine Erfolgsrate bezüglich des Schnarchens von 65 % festgestellt.